# Террі Пратчетт
Сер Те́ренс Де́від Джон «Террі» Пратчетт (Sir Terence David John «Terry» Pratchett; 28 квітня 1948, Беконсфілд, Велика Британія — 12 березня 2015) — один з найпопулярніших британських письменників, автор гумористичних романів у жанрі фентезі. Найбільш відомий за серією книг про Дискосвіт, яка налічує більше 40 творів, перший з яких (Колір магії) було видано 1983 року.

## Біографія
Народився 1948 року в Беконсфілді. 1959 року вступив до вищої технічної школи Вайкомб. Перше оповідання "The Hades Business" опублікував у шкільному журналі 1961 року, а 1963 року це ж оповідання було надруковано в журналі Science Fantasy. 1965 року він вирішив припинити свою освіту і, порадившись з батьками, залишив навчання та зайнявся журналістикою в місцевій газеті «Bucks Free Press». 1971 року опублікував перший роман «Люди Килиму» ("The Carpet People"). Справжній успіх прийшов до Пратчетта 1983 року після публікації гумористичного фентезі-роману «Колір магії» ("The Colour of Magic"), з якого почався цикл бестселерів «Дискосвіт» (Discworld), що налічує більше 40 книг. Романи з цієї серії із задоволенням читають як діти, так і дорослі. Кожна нова книга з серії «Дискосвіт» в перші тижні продажу розпродувалася в кількості 500 тисяч екземплярів лише в Англії. За деякими оцінками[джерело?], його книги становлять близько 1 % від усіх книг, які продано у Великій Британії. Террі Пратчетт гастролював світом і в кожному турі підписував понад 6,5 тисяч книг. Він регулярно відвідував Австралію й Нову Зеландію, Південну Африку й США.
1998 року за внесок у літературу він став офіцером Ордену Британської імперії, а 2008 року отримав звання лицаря-бакалавра.

### Особисте життя
Був одружений з Лін Пратчетт. Дочка — Ріанна Пратчетт — професійний журналіст, сценарист комп'ютерних ігор.

### Хвороба Альцгеймера
13 грудня 2007 в пресі була опублікована інформація про те, що Террі Пратчетт хворий на рідкісну ранню форму  хвороби Альцгеймера — задню кортикальну атрофію (англ. posterior cortical atrophy, PCA). Пратчетт підтвердив цю інформацію.
До 2012 року стан Пратчетта погіршився, йому стало важко писати й читати, але він, як і раніше, продовжував працювати, диктуючи твори своєму помічникові Робу Вілкінсу або застосовуючи програми  розпізнавання мови.

### Смерть письменника
Террі Пратчетт помер 12 березня 2015 після довгої боротьби з хворобою Альцгеймера вдома. Поруч із ним були найближчі родичі. Останній свій твір написав улітку 2014 року.

## Твори

### Дискосвіт
Цикл «Дискосвіт» (41 роман, 5 оповідань, 3 довідники й одна куховарська книга) — талановита сатира з яскравими героями й тонким гумором.

### Інші роботи
Крім цієї серії, Пратчетт ще створив:
1. Науково-фантастичну серію про Джона Максвела
2. Гумористичну книгу «Кіт без дурнів» (англ. The Unadulterated Cat, 1989)
3. Трилогію для дітей і підлітків «Номи» (англ. The Bromeliad), що складається з книг «Викрадачі» (англ. Truckers, 1989), «Землекопи» (англ. Diggers, 1990) і «Крила» (англ. Wings, 1990).
4. Роман у жанрі історичного фентезі «Доджер» (англ. Dodger).
5. Пратчетт особисто брав участь у розробці комп'ютерних ігор за книгами «Плаского світу»
6. Роман Пратчетта «Надзвичайний Моріс і його дресировані гризуни» (англ. The Amazing Maurice and His Educated Rodents, 2001) було визнано найкращим дитячим романом 2001 року[джерело?].

### Спільні праці
1. «Добрі передвісники» (англ. Good Omens, 1990), твір, написаний разом з Нілом Ґейменом, став досить популярним.
2. Разом з Яном Стюартом і Джеком Коеном Пратчетт написав «Науку Плаского світу» (1999), «Науку Плаского світу II: Куля» (2002) та «Науку Плаского світу III: Погляди Дарвіна» (2005).
3. Цикл романів «Нескінченна земля» (англ. The Long Earth), що складається з романів «Нескінченна земля», «The Long War» і «The Long Mars» спільно зі Стівеном Бакстером (2012) .

## Переклади українською
Попри широку популярність творів, впродовж тривалого часу не видавались їхні українські переклади. Лише 2010, за 27 років після виходу першої книги, видавництво «Буквоїд» опублікувало роман «Правда» українською мовою у перекладі Олександра Михельсона. У 2017 році «Видавництво Старого Лева» повідомило про видання романів Пратчетта з циклу «Дискосвіт». Того ж року українською у видавництві вийшли 3 книги: «Колір магії», «Правда» і «Право на чари». 2018 року українською вийшли «Морт», «Химерне сяйво», «Віщі сестри».
- (самвидав) Террі Пратчетт. Правда (поза підциклами) / переклад з англійської Олександра Михельсона. — Київ: Буквоїд, 2010. — 464 с. — ISBN відсутнє[13].
- (самвидав) Террі Пратчетт. Барва чарів (підцикл «Рінсвінд») / переклад з англійської Шлякбитраф. — Київ: Гуртом, 2017. — 185 с.. ISBN відсутнє (ebook: pdf, fb2)[14]

### Видавництво «КМ-Букс»
- Террі Пратчетт (у співавторстві з Нілом Ґейманом). Добрі передвісники / переклад з англійської Бурштина Терещенко, Олесь Петік. — Київ: KM Publishing, 2018. — 450 с. — ISBN 978-966-948-063-7[15].

### «Видавництво Старого Лева»
- Террі Пратчетт. Колір магії (перший роман циклу «Ринсвінд» серії «Дискосвіт») / переклад з англійської Ю. Прокопець. — Львів : Видавництво Старого Лева, 2017. — 400 с. — ISBN 978-617-679-453-0[16]
- (передрук) Террі Пратчетт. Правда (поза циклами серії «Дискосвіт») / переклад з англійської О. Михельсона. — Львів : Видавництво Старого Лева, 2017. — 464 с. — ISBN 978-617-679-445-5[17].
- Террі Пратчетт. Право на чари (перший роман циклу «Відьми» серії «Дискосвіт») / переклад з англійської О. Михельсона. — Львів : Видавництво Старого Лева, 2017. — 280 с. — ISBN 978-617-679-469-1[18].
- Террі Пратчетт. Морт (перший роман циклу «Смерть» серії «Дискосвіт») / переклад з англійської О. Любарської. — Львів: Видавництво Старого Лева, 2018. — 304 с. — ISBN 978-617-679-483-7[19].
- Террі Пратчетт. Химерне сяйво (другий роман циклу «Ринсвінд» серії «Дискосвіт») / переклад з англійської Ю. Прокопець. — Львів : Видавництво Старого Лева, 2018. — 304 с. — ISBN 978-617-679-489-9[20]
- Террі Пратчетт. Віщі сестри (другий роман циклу «Відьми» серії «Дискосвіт») / переклад з англійської О. Михельсона. — Львів : Видавництво Старого Лева, 2018. — 304 с. — ISBN 978-617-679-524-7[21].
- Террі Пратчетт. Жнець (другий роман циклу «Смерть» серії «Дискосвіт») / переклад з англійської О. Самари. — Львів : Видавництво Старого Лева, 2018. — 360 с. — ISBN 978-617-679-538-4[22].
- Террі Пратчетт. Чаротворці (третій роман циклу «Ринсвінд» серії «Дискосвіт») / переклад з англійської А. Коник. — Львів : Видавництво Старого Лева, 2019. — 344 с. — ISBN 978-617-679-661-9[23].
- Террі Пратчетт. Варта! Варта! (перший роман циклу «Варта» серії «Дискосвіт») / переклад з англійської А. Коник, І. Серебрякової. — Львів : Видавництво Старого Лева, 2019. — 416 с. — ISBN 978-617-679-700-5[24].
- Террі Пратчетт. Озброєні (другий роман циклу «Варта» серії «Дискосвіт») / переклад з англійської В. Михайлова. — Львів : Видавництво Старого Лева, 2019. — 424 с. — ISBN 978-617-679-747-0[25].
- Террі Пратчетт. Душевна музика (третій роман циклу «Смерть» серії «Дискосвіт») / переклад з англійської О. Любарська. — Львів : Видавництво Старого Лева, 2019. — 424 с. — ISBN 978-617-679-726-5[26].
- Террі Пратчетт. Батько Вепр (четвертий роман циклу «Смерть» серії «Дискосвіт») / переклад з англійської А. Коник. — Львів : Видавництво Старого Лева, 2019. — 408 с. — ISBN 978-617-679-243-7[27].
- Террі Пратчетт. Відьми за кордоном (третій роман циклу «Відьми» серії «Дискосвіт») / переклад з англійської О. Михельсон. — Львів : Видавництво Старого Лева, 2019. — 368 с. — ISBN 978-617-679-732-6[28].
- Террі Пратчетт. Поштова лихоманка (перший роман циклу «Мокр фон Губперук» серії «Дискосвіт») / переклад з англійської О. Михельсона. — Львів : Видавництво Старого Лева, 2020. — 416 с. — ISBN 978-617-679-700-5[29].
- Террі Пратчетт. Вільні малолюдці (перший роман підциклу «Тіфані» циклу «Відьми» серії «Дискосвіт») / переклад з англійської М. Госовської. — Львів : Видавництво Старого Лева, 2020. — 296 с. — ISBN 978-617-679-837-8[30].
- Террі Пратчетт. Ерік (четвертий роман циклу «Ринсвінд» серії «Дискосвіт») / переклад з англійської А. Коник. — Львів : Видавництво Старого Лева, 2020. — 152 с. — ISBN 978-617-679-773-9[31]
- Террі Пратчетт. Глиняні ноги (третій роман циклу «Варта» серії «Дискосвіт») / переклад з англійської О. Михельсона. — Львів : Видавництво Старого Лева, 2021. — 424 с. — ISBN 978-617-679-779-1[32].
- Террі Пратчетт. Повен неба капелюх (другий роман підциклу «Тіфані» циклу «Відьми» серії «Дискосвіт») / переклад з англійської М. Госовської. — Львів : Видавництво Старого Лева, 2021. — 320 с. — ISBN 978-617-679-908-5[33].
- Террі Пратчетт. Рухомі картинки (поза циклами серії «Дискосвіт») / переклад з англійської В. Морозова. — Львів : Видавництво Старого Лева, 2021. — 448 с. — ISBN 978-617-679-912-2[34].
- Террі Пратчетт. Піраміди (поза циклами серії «Дискосвіт») / переклад з англійської О. Бєлової. — Львів : Видавництво Старого Лева, 2021. — 376 с. — ISBN 978-617-679-909-2[35].
- Террі Пратчетт. Пані та панове (четвертий роман циклу «Відьми» серії «Дискосвіт») / переклад з англійської О. Бєлової. — Львів : Видавництво Старого Лева, 2021. — 400 с. — ISBN 978-617-679-780-7[36]
- Террі Пратчетт. Крадій часу (п'ятий, останній, роман циклу «Смерть» серії «Дискосвіт») / переклад з англійської В. Морозова. — Львів : Видавництво Старого Лева, 2021. — 444 с. — ISBN 978-617-679-882-8[37]
- Террі Пратчетт. Джинґо (четвертий роман циклу «Варта» серії «Дискосвіт») / переклад з англійської М. Сахно. — Львів : Видавництво Старого Лева, 2021. — 440 с. — ISBN 978-617-679-910-8[38].
- Террі Пратчетт. Маскарад (п'ятий роман циклу «Відьми» серії «Дискосвіт») / переклад з англійської О. Михельсона. — Львів : Видавництво Старого Лева, 2022. — 384 с. — ISBN 978-617-679-911-5[39].
- Террі Пратчетт. Цікаві часи (п'ятий роман циклу «Ринсвінд» серії «Дискосвіт») / переклад з англійської А. Коник. — Львів : Видавництво Старого Лева, 2022. — 408 с. — ISBN 978-966-448-055-7[40].
- Террі Пратчетт. Бери за горло (шостий, останній, роман циклу «Відьми» серії «Дискосвіт») / переклад з англійської О. Бєлової. — Львів : Видавництво Старого Лева, 2023. — 416 с. — ISBN 978-966-448-086-1[41].